# 日清食品 笑アップステーション・マギー審司の耳よりラジオ
『日清食品 笑アップステーション・マギー審司の耳よりラジオ』（にっしんしょくひん しょうアップステーション・マギーしんじのみみよりラジオ）は、2010年1月31日まで山形放送ラジオで不定期放送されていたラジオ番組である。日清食品の一社提供。放送時間は日曜 11:30 - 12:00 （日本標準時）。

## 概要
『古今亭寿輔のスーパーからご機嫌伺い』（月曜 - 金曜）→『桂きん治のいいなっス山形』（月曜 - 金曜）→『ケーシーの昼まで元気に生ラジオ』（日曜不定期）と続いた『日清出前公録』シリーズの公開番組で、当時同じ時間帯にレギュラー放送されていた『藤田恵美のかみつれ雑貨店』の枠を利用しての不定期放送を行っていた。司会を務めていたのはマギー審司と山形放送のアナウンサーで、毎回山形県内にあるスーパーマーケットからの公開生放送を行っていた。
タイトルに「笑アップ」を冠しているが、かつてテレビ朝日で放送されていた『笑アップ歌謡大作戦』→『ザ・笑アップ』との関連性は特に無い。番組宣伝においては当初は『日清食品・マギー審司の耳よりラジオ』と紹介されていたが、後に正式名称で紹介されるようになった。
宮城県内のヤマザワからの中継も行っていた関係で、東北放送ラジオでも放送されていた。その当時は、審司たちが直接宮城県まで出向いての公開生放送を行っていた。
司会者の交代に伴い、2010年5月23日からは『日清食品 笑アップステーション・サンドウィッチマンの太くいこう!』と題して放送された。
| YBCラジオ・TBCラジオ 日清食品 笑アップステーション | YBCラジオ・TBCラジオ 日清食品 笑アップステーション | YBCラジオ・TBCラジオ 日清食品 笑アップステーション |
| 前番組                                             | 番組名                                             | 次番組                                             |
| -------------------------------------------------- | -------------------------------------------------- | -------------------------------------------------- |
| -                                                  | マギー審司の耳よりラジオ                           | サンドウィッチマンの太くいこう!                    |